# Consumer Electronics Show
International Consumer Electronics Show (CES, Международная выставка потребительской электроники) — выставка потребительской электроники, ежегодно проходящая в январе в Лас-Вегасе (штат Невада, США), поддерживаемая Consumer Electronics Association (CEA).

## История
Первая выставка CES прошла в июне 1967 года в Нью-Йорке.
С 1978 по 1994 год, CES проводилась дважды в год: в январе в Лас-Вегасе как Winter Consumer Electronics Show (WCES) и в июне в Чикаго как Summer Consumer Electronics Show (SCES).
Начиная с 1995 года выставка проводится в Лас-Вегасе.

## Значимые технические продукты, представленные на CES

### 1970—1990 гг.
- 1970 — первый домашний видеомагнитофон (VCR) — Philips N1500.
- 1974 — оптический диск[1]
- 1979 — домашние компьютеры Atari 400 и Atari 800
- 1981 — видеокамера
- 1981 — компакт-диск (CD)
- 1982 — домашний компьютер Commodore 64 и игровая приставка Vectrex
- 1990 — звуковая карта

### 1991—2000 гг.
- 1991 — CD-i
- 1993 — MiniDisc
- 1993 — Radio Data System
- 1994 — цифровая спутниковая система[англ.]
- 1996 — DVD
- 1998 — телевидение высокой чёткости (HDTV)
- 1999 — жёсткий диск видеомагнитофона (PVR)
- 2000 — Digital Audio Radio (DAR)[уточнить][en]?

### 2001—2010 гг.
- 2001 — игровая приставка Xbox
- 2001 — плазменная панель
- 2002 — Home Media Server
- 2003 — Blu-Ray
- 2003 — HDTV PVR
- 2004 — High Definition Audio
- 2005 — Windows Media Center: демонстрация закончилась появлением «синего экрана смерти»[2]
- 2005 — IPTV
- 2005 — Samsung 102-дюймовый плазменный телевизор
- 2006 — Philips дисплей Rollable
- 2006 — разнообразие сервисов цифрового контента
- 2007 — Windows Vista и DirectX 10 представили игры Age of Conan: Unchained и Crysis
- 2007 — New convergence of content and technology[прояснить]
- 2008 — Panasonic 150-дюймовый и 50-дюймовый тонкий телевизор
- 2008 — OLED-телевизор
- 2009 — Смартфон Palm Pre
- 2009 — Пикопроектор
- 2009 — 3D-проектор
- 2009 — Minoru 3D Webcam — первая в мире 3D веб-камера
- 2009 — 3D HDTV
- 2010 — Dell субноутбук Dell Adamo
- 2010 — Intel Core i7
- 2010 — Parrot AR.Drone — летающая игрушка, работающая с помощью Wi-Fi на iPhone
- 2010 — планшет
- 2010 — нетбук
- 2010 — устройства для Android
- 2010 — Робот-мойщик окон

### 2011
- Смартфон Motorola Atrix 4G (2011 год)
- Камера-контроллер Microsoft Kinect (2011 год)
- Connected TV (2011 год)
- Smart Appliances (2011 год)
- Ford’s Electric Focus (2011 год)
- Планшетный компьютер Motorola Xoom (2011 год)
- Смартфон LG Revolution (2011 год)
- Смартфон Samsung Infuse 4G (2011 год)
- Смартфон HTC Thunderbolt (2011 год)
- Смартфон Sony Ericsson Xperia Arc (2011 год)
- Смартфон Motorola CLIQ (2011 год)
- Смартфон Motorola Droid Bionic (2011 год)
- Mitsubishi 92-дюймовый 3D-телевизор и 3D домашний кинотеатр (2011 год)
- Samsung 3D HD-телевизор серии D8000 (2011 год)
- LG LED 3D-телевизор Infinia Nano (2011 год)
- Toshiba очки 4K для 3D-прототипа телевизора (2011 год)
- IMAX (2011 год)
- Процессор ARM (архитектура) (2011 год)
- Наушники Parrot ZIK By Starck (2012 год)
- NVIDIA представила Tegra 4 и игровую приставку Project Shield (2013 год)
- Kingston анонсировала первую в мире USB-флешку ёмкостью 1 Терабайт DataTraveler HyperX Predator 3.0 (2013 год)
- Sony представила Sony Xperia Z и Sony Xperia ZL смартфоны с 5" экраном (2013 год)
- Panasonic представила 20" планшет с Windows 8 и разрешением 4K (3840 x 2160) (2013 год)
- 85-дюймовый UHD-телевизор от Samsung и разрешением 4K (2013 год)
- Японская компания Canon представила новую компактную камеру PowerShot N (2013 год)
- Intel анонсировала два низковольтных процессора Core i5-3439Y и Core i7-3689Y (до 13 Вт.) (2013 год)
- Samsung показала первый в мире изогнутый OLED-телевизор (2013 год)
- Valve назвали 13 моделей Steam Machines от их аппаратных партнеров (CES 2014)

### 2014
В 2014 году выставка прошла с 7 по 10 января.

### 2015
В 2015 году выставка прошла c 6 по 9 января.
- Компания Thync продемонстрировала устройство, которое способно рассчитывать настроение его владельца. Сам по себе запуск программы возможен через iPhone. Приложение можно будет купить уже в этом году[4].
- Разработчики из CoolChip Technologies показали модель кулера для процессоров LGA 2011. Система воздушного охлаждения использует функцию «dynamic cooling» для более быстрой работы материнской платы[5].
- В ходе выставки Valve не показала ничего нового, но появилась информация, что игровой контроллер, который создаёт компания, практически готов и будет показан в марте 2015 года в ходе выставки GDC. Представитель Valve сообщил, что Steam Machines также будут широко представлены на выставке GDC[6].

### 2016
В 2016 году выставка прошла с 6 по 9 января.
Корпорация Nikon представила новейшую профессиональную модель фотоаппарата Nikon D5.

### 2018
В 2018 году корпорация LG представила первый в мире изогнутый телевизор LG Signature OLED TV R.
Были представлены первые устройства стандарта Wi-Fi 6.

### 2019
CES 2019 прошла 8-11 января в Лас-Вегасе, собрав более 180 тыс. посетителей и представив более 4400 компаний.
Выставки 2020 и 2021 годов были отменены, из-за пандемии коронавируса.

### 2022
В 2022 году выставка прошла 5—7 января.
Несколько продемонстрированных экспонатов:
- Самоходный трактор John Deere
- Портативный проектор весом 2 фунта от Samsung
- Массажное кресло Bodyfriend, которое делает кардиограмму и массирует тело полностью лучше любого массажиста
- Автомобили Sony Vision-S
- Космический самолет Dream Chaser
- Игровой стол Arcade1Up Infinity[12]
- Смеситель Moen Smart от производителя премиальной сантехники Moen с управлением движением
- Самый большой в мире OLED-телевизор от LG
- Ноутбук Lenovo ThinkBook Plus Gen 3
- Изогнутый ZenBook[англ.] 17 Fold LED от ASUS

### 2023
В 2023 году выставка прошла 5—8 января.
- Беспроводной телевизор от LG — М3 Zero Connect.
- «умная» ручка Nuwa Pen от голландской фирмы Nuwa